# Memmingen
Memmingen är en kretsfri stad i det bayerska regeringsområdet Schwaben. Staden har cirka 46 000 invånare och är omkring 70 km² stor. Memmingen ligger invid floden Iller på gränsen till förbundslandet Baden-Württemberg och är omgiven av landskretsen Unterallgäu. Staden är centrum i regionen Donau-Iller.

## Historia
Mellan 1286 och 1802 var Memmingen fri riksstad.
Under trettioåriga kriget intogs Memmingen 1634 av den svenska hären under befäl av Gustaf Horn. Vid stilleståndet i Ulm 1647 fick Sverige behålla Memmingen tillsammans med Überlingen. Vid westfaliska freden ett år senare återlämnades Memmingen till Bayern.

## Kommunikationer
Den internationella flygplatsen Memmingens flygplats ligger 2,5 km från Memmingens centrum. Flygplatsen trafikeras främst av lågprisflygbolagen Ryanair och Wizz Air.

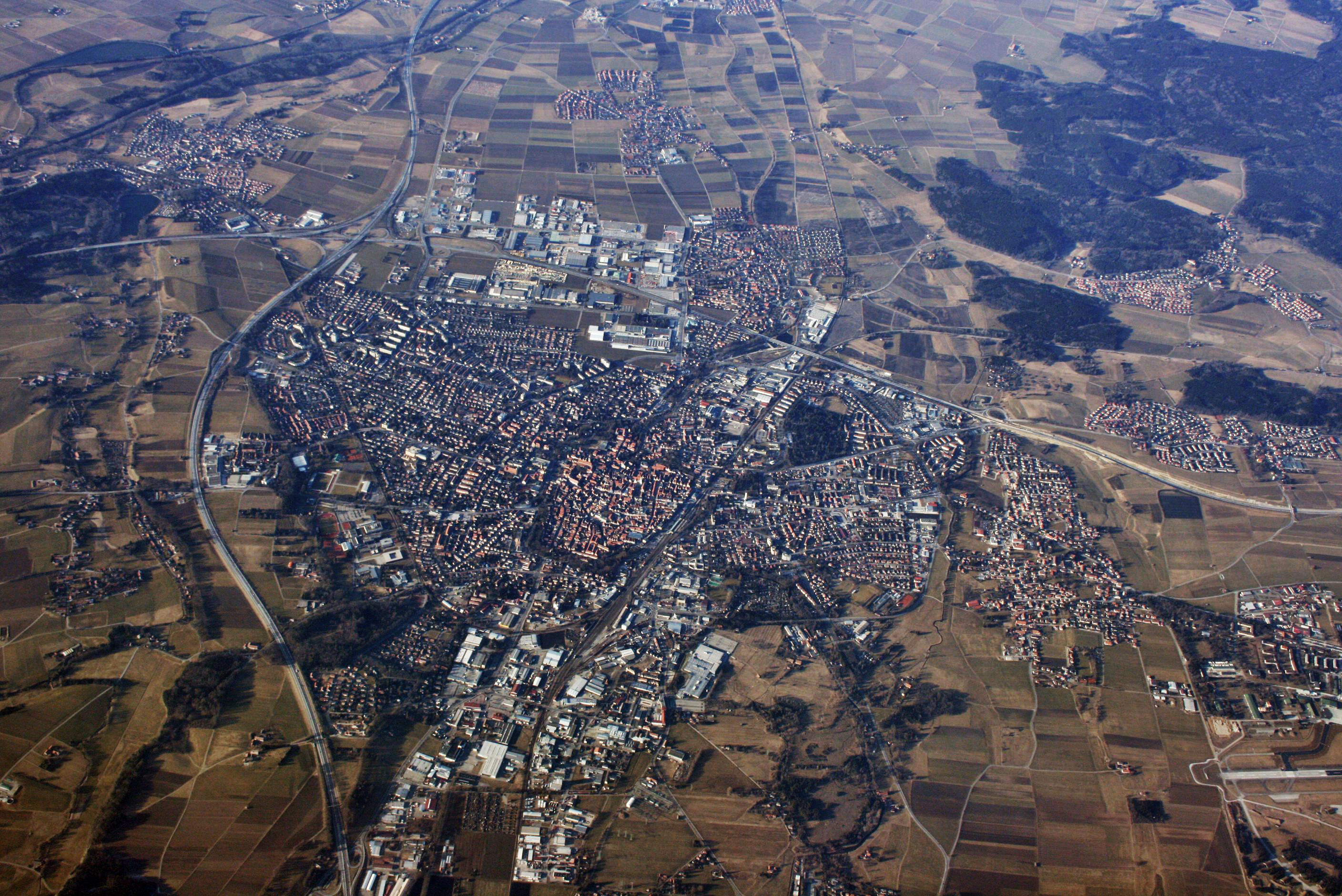